# Roundell Palmer (3e comte de Selborne)
Pour les articles homonymes, voir Roundell Palmer et Palmer.
Roundell Cecil Palmer (15 avril 1887 – 3 septembre 1971), 3e comte de Selborne, est un homme politique britannique. Il est connu jusqu'en 1941 sous le titre de vicomte Wolmer.

## Biographie
Il étudie à Winchester College puis à l’université d’Oxford, dont il est diplômé en 1909. Pendant toute la durée de la guerre 1914-18, il est  stationné en Angleterre comme officier du 3e Bataillon (de réserve) du Royal Hampshire Regiment [1881-1992].
En juillet 1929, il est nommé au Conseil privé (PC) du roi. C'est un homme politique conservateur et fervent monarchiste, ami personnel de Winston Churchill.
En 1942, il remplace le travailliste Hugh Dalton au poste de ministre de la Guerre économique (Economic Warfare). Ce titre est une couverture pour le chef du Special Operations Executive, le SOE. En fonction jusqu’à la fin de la guerre, Lord Selborne  est partisan d’une stratégie plus offensive du SOE en Europe occupée, à l’image du Komintern soviétique. Pour lui le SOE doit non seulement lutter contre les nazis mais aussi contrer l’influence communiste et les risques de guerre civile qu’elle fait peser dans de nombreux pays (ex : Pologne, Yougoslavie, Albanie, Grèce).
Jan Karski, célèbre pour ses récits controversés où il rapportait avoir pénétré clandestinement dans le ghetto de Varsovie et dans le camp d'extermination de Belzec et y avoir été témoin d'atrocités, est reçu par Lord Selborne pendant la guerre. Il raconte qu'après avoir écouté la relation de ses visites au ghetto et au camp, Lord Selborne lui dit : « Monsieur Karski, pendant la Première Guerre mondiale, nous avons lancé de la propagande selon laquelle des soldats allemands écrasaient les têtes de bébés belges contre les murs. Je pense que nous faisions un bon travail. Nous devions affaiblir le moral allemand, soulever l'hostilité contre l'Allemagne. C'était une guerre très sanglante. Nous savions que cette histoire était fausse. Parlez de ce qui vous préoccupe, délivrez votre message. Efforcez-vous d'indigner l'opinion publique. Je veux que vous sachiez que vous contribuez à la cause des Alliés. Nous avons besoin de cette sorte de rapports. Votre mission est très importante. » Karski ajoute : « Il me disait clairement : 'Monsieur Karski, vous savez et je sais que votre récit n'est pas vrai.' »
En raison de son rôle dans le SOE, Lord Selborne est nommé membre de l'Ordre des compagnons d'honneur (CH) le 1er janvier 1945.
Il laisse des mémoires, conservés à la bibliothèque bodléienne. Il est remplacé par son petit-fils John Palmer (4e comte de Selborne), son fils étant mort en 1942.

## Sources
- (en) MI6 : Inside the Covert World of Her Majesty's Secret Intelligence Service de Stephen Dorril - The Free Press - New York - 2000  (ISBN 0-7432-0379-8). L’ouvrage de ce journaliste britannique fait autorité sur l'histoire du MI6.
- (en) la London Gazette, le Journal Officiel britannique, pour les décorations, citations, promotions, nominations…
- Mémoires de Lord Selborne, conservés à la bibliothèque bodléienne.